# Реджи Наделсън
Реджи Наделсън (на английски: Reggie Nadelson) е американска журналистка, продуцентка и писателка на бестселъри в жанра трилър.

## Биография
Реджи Наделсън е родена в Гринуич Вилидж, Южен Манхатън, Ню Йорк, САЩ, в еврейско семейство. Учи в ирландската гимназия „Елизабет“. Завършва с бакалавърска степен по английски език колежа „Васар“ и с магистърска степен по журналистика Станфордския университет.
След дипломирането си започва работа в издателската дейност и като журналист. Премества се в Лондон, където работи като колумнист първо в „The Guardian“, а после в „The Independent“. Пише също така за „Вог“ и за други списания в Лондон. Започва да пише сценарии за документални филми и реализира заснемането им като участник и продуцент.
През 1996 г. е издаден първият ѝ трилър „Червената мъгла“ от емблематичната за работата ѝ поредица „Арти Коен“. Главен герой в нея е детективът от нюйоркската полиция Арти Коен. Той е руски емигрант от 14-годишна възраст, първо в Израел, а после в Ню Йорк. Мрази миналото си и говори руски само по служба. Обстоятелствата обаче го срещат с най-тежките и заплетени престъпления. Арти Коен е първият голям детектив в криминалната литература след края на Студената война.
Реджи Наделсън има няколко самостоятелни трилъра и е автор на биографии за Анджела Дейвис и Дийн Рийд.
Реджи Наделсън живее в Лондон и в Манхатън.

## Произведения

### Самостоятелни романи
- Somebody Else (2003)
- Manhattan ’62 (2014)

### Серия „Арти Коен“ (Artie Cohen)
1. Червената мъгла, Red Mercury Blues (1996) – издадена и като „Red Hot Blues“
2. Горещ мак, Hot Poppies (1997)
3. Bloody London (1999)
4. Sex Dolls (2002) – издадена и като „Skin Trade“
5. Disturbed Earth (2004)
6. Red Hook (2005)
7. Fresh Kills (2006)
8. Londongrad (2008)
9. Blood Count (2010)

### Документалистика
- Who is Angela Davis?: The biography of a revolutionary (1972)
- Comrade Rockstar (2004) – биография на Дийн Рийд

### Филмография
- 1992 Arena – документален ТВ филм, автор и участник
- 1994 Men Only: The Girl Club – документален ТВ филм, участник
- 2006 Godless in America– документален ТВ филм, продуцент